# Абрамович, Илья Яковлевич
Илья Яковлевич Абрамович (псевдонимы — И. Енисейский, Сибиряков; 14 (26) июля 1888, Енисейск — 27 августа 1934, Новосибирск) — русский писатель, журналист, режиссёр театра и первый драматург Новониколаевска.

## Биография
Родился 14 июля 1888 года по старому стилю. С 1910-годов работал в новониколаевских газетах Н. П. Литвинова.
Горожане знали его главным образом как учредителя, актёра и одарённого режиссёра новониколаевского музыкально-драматического кружка, созданного в 1902 году. С появлением Абрамовича в этом творческом коллективе, куда он пришёл, вероятно, в 1908 году, театральная жизнь в городе вышла на новый уровень развития.
Большой благосклонностью зрителей пользовались неоднократно ставившиеся в театре пьесы драматурга «Комедия жизни» и «Новониколаевский пожар». Ещё два четырёхактных произведения — пьеса «Аристократ (Соседи)» и драматическая миниатюра «Великая смута» — были напечатаны в 1915 году типографией Н. П. Литвинова в Новониколаевске.
Театральная деятельность Абрамовича продолжалась вплоть до 1917 года. С наступлением Февральской революции он вместе с журналистом и адвокатом Г. И. Жерновковым создал Сибирский союз независимых социалистов-федералистов, областническую партию под эгидой Н. П. Литвинова, занявшего в этом объединении место председателя Новониколаевского бюро. Однако выборы 1917 года в Городскую думу закончились для Союза поражением, что фактически привело к его распаду.
Провёл некоторое время в Дальневосточной республике.
В 1918 году переехал в Читу, где сотрудничал с газетой «Советская власть». Позднее редактировал «Прибайкальскую жизнь» (кооперативную газету Верхнеудинска); арестован в декабре 1918 года за «социалистический» характер этого издания семёновской контрразведкой, однако в итоге был отпущен. 17 августа 1919 года повторно арестован, переправлен в Читу и назначен штабом Забайкальского военного округа к высылке на Сахалин.
21 марта 1920 года освобождён из тюрьмы Читы по личному ходатайству перед генерал-лейтенантом С. Б. Войцеховским. В читинских газетах выпустил несколько книг: «Тишкин секрет», «В полях и лесах» (1920), «Смертник» (1921). В 1926 году стал членом правления Ачинского союза потребительских кооперативов.
В 1931 году вернулся в Новосибирск и возглавил редакцию производственно-технической литературы Западно-Сибирского краевого отделения Объединения государственных издательств РСФСР (ОГИЗ), где в 1931—1932 годах издал четыре работы, посвящённые вопросам индустриализации и культурной работе в Западной Сибири; к одной из этих книг предисловие написал секретарь Новосибирского горкома ВКП(б) С. А. Шварц.
С 1931 по 1933 год трудился журналистом в городских газетах, в т. ч. в «Новосибирском рабочем» («За большевистские темпы»).
В Западно-Сибирском краевом издательстве опубликовал ряд произведений: сборники пьес «На штурм весны» (1933), «Поля зовут!», (1934), а также повесть «Алтайские партизаны» (1934), написанную совместно с Р. Захаровым.

## Сочинения
- Аристократ (Соседи): Пьеса: В 4 д. — Новониколаевск: Тип. Н. П. Литвинова, 1915. — 64 с.;
- Великая смута: Драмат. миниатюра: В 4 д. — Новониколаевск, 1915. — 46 с.;
- Сибирский завод горного оборудования / С предисл. секр. горкома ВКП(б) Сергея Шварца. — Новосибирск, 1931. — 26, [2] с.; ил.;
- Звено электрокольца. — Новосибирск, 1931. — 38, [2] с.;
- Сибирь в электрокольце. — Новосибирск, 1932. — 26 с.; ил. (Б-ка малограмотного);
- Культработа в бараках Кузбасса. — Новосибирск, 1932. — 28 с. В соавт. с И. Демидовым.

## Семья
Его братья — Исай и Григорий — были новониколаевскими предпринимателями, которым принадлежало торговое товарищество «Братья Г. и И.  Абрамовичи»; обанкротившееся в 1910–1911 годах.